# Symphonie no 25 de Mozart
Pour les articles homonymes, voir Symphonie no 25.
La Symphonie no 25 en sol mineur, KV 183/173dB est une symphonie composée par Wolfgang Amadeus Mozart le 5 octobre 1773 à Salzbourg, alors qu'il avait presque dix-huit ans. Elle est parfois appelée la « Petite symphonie en sol mineur », pour la distinguer de la « Grande symphonie en sol mineur » no 40 qui a la même tonalité.

## Historique
Les neuf symphonies dites « Salzbourgeoises » ont été écrites entre mars 1773 et novembre 1774. Voir l'historique de la symphonie no 22. En 1773, Mozart était Konzertmeister de l'archevêque de Salzbourg. Il a terminé la symphonie KV 183 le 5 octobre 1773 comme il est porté sur la partition. Il est vraisemblable que la symphonie a été composée au moins partiellement en parallèle avec la Symphonie en Si bémol majeur, KV 182 terminée en même temps, même si cette dernière symphonie a un caractère complètement différent.
La Symphonie no 25 en Sol mineur a certaines structures qui jusque-là étaient inhabituelles chez Mozart et diffère du style galant des compositions précédentes. La KV 183 est sa première symphonie en mineur et est particulièrement expressive (utilisation de nombreuses syncopes, dissonances, trémolos et passages à l'unisson, de fortes différences de dynamique et de rythme). Ce sont des caractéristiques typiques de la période Sturm und Drang. Toutes les œuvres en Sol mineur de Mozart expriment une discrète angoisse, installant une certaine atmosphère tragique que rien ne semble pouvoir apaiser.
Lorsque Mozart eut besoin d'un certain nombre de symphonies pour une série de concerts dans les années 1780, il en fit envoyer par son père un ensemble qu'il avait composé à Salzbourg autour de 1773, y compris la symphonie KV 183. C'est probablement pour cette raison qu'il tenta d'effacer la date originale sur le manuscrit pour présenter l'œuvre comme une composition toute nouvelle (voir la KV 182).
Le manuscrit est aujourd'hui gardée dans une collection privée à Vienne. La symphonie a été publiée à titre posthume à Hambourg par Günther und Böhme en 1798 et n'a jamais cessé d'être parmi les plus célèbres du Cygne de Salzbourg.

## Instrumentation
| Instrumentation de la symphonie no 25                                  |
| Cordes                                                                 |
| Premiers violons, seconds violons, altos, violoncelles et contrebasses |
| Bois                                                                   |
| 2 hautbois, 2 bassons                                                  |
| Cuivres                                                                |
| 2 cors en si bémol, 2 cors en sol                                      |

Dans l'andante, les cors sont en mi bémol. Les bassons ont des parties indépendantes uniquement dans l'andante et le trio du menuet. Ailleurs, ils sont utilisés pour renforcer les basses. Il est vraisemblable que le clavecin pouvait être ajouté comme basse continue.

## Structure
Cette symphonie tragique, rageuse, lancinante, ancêtre de la fameuse Symphonie no 40 (pour cette raison on la surnomme la « petite sol mineur »), se découpe comme la plupart des autres, en quatre mouvements :
1. Allegro con brio, en sol mineur, à , 214 mesures, deux sections répétées deux fois (première section: mesures 1 à 82, seconde section: mesures 83 à 200), puis une coda (mesures 201 à 214)
2. Andante, en Mi bémol majeur, à 
, 72 mesures, les violons jouent avec des sourdines, deux cors en Mi bémol, deux sections répétées deux fois (première section: mesures 1 à 24, seconde section: mesures 25 à 72)
3. Menuetto et Trio, en sol mineur, à 
, 51 mesures, le trio en sol majeur, avec uniquement les bois et deux cors en sol
4. Allegro, en sol mineur, à , 194 mesures, deux sections répétées deux fois (première section: mesures 1 à 76, seconde section: mesures 77 à 186), puis une coda (mesures 187 à 194)

Durée : environ 25 à 30 minutes

L'Allegro con brio initial débute sur un thème célèbre, haletant et syncopé, d'une violence inédite jusqu'alors. Parsemant tout le premier mouvement, ce thème y installe un sentiment de sourde angoisse, voire de mort, tandis que, dans sa forme "sotto voce", les hautbois planent subtilement dans un chant nostalgique aux notes longuement tenues. Le développement central connaît des séquences très heurtées. La coda du mouvement, construite sur un canon du thème initial, dévoile une saisissante inquiétude qui prolonge le « suspens » pour les mouvements suivants.
L' Andante qui suit contraste fortement avec la violence de ce qui a été entendu au premier mouvement. Les sonorités et les modulations de ce mouvement lent n’en sont pas moins extrêmement pathétiques et cet Andante est peut-être encore plus préoccupant que l'Allegro précédent.
Le Menuet en lui-même respire la nostalgie, la tristesse, la mélancolie. Le Trio, confié uniquement aux vents, est la seule note joyeuse de la symphonie, bien que là aussi nostalgique.
Avec le dernier Allegro, les arpèges lancinants de l'ouverture reprennent de plus belle, conférant à ce finale la tâche de montrer l'angoisse perçant partout et constamment.
Ce schéma de symphonie en sol mineur où seul le Trio riposte à la gravité de l'Andante, à la pugnacité du Menuet et à la violence du finale et du premier mouvement, sera exactement repris en 1788 lors de la composition de la Symphonie no 40.

Introduction de l'Allegro con brio :
La lecture audio n'est pas prise en charge dans votre navigateur. Vous pouvez télécharger le fichier audio.
Introduction de l'Andante :
La lecture audio n'est pas prise en charge dans votre navigateur. Vous pouvez télécharger le fichier audio.
Première reprise du Menuetto :
La lecture audio n'est pas prise en charge dans votre navigateur. Vous pouvez télécharger le fichier audio.
Première reprise du Trio :
La lecture audio n'est pas prise en charge dans votre navigateur. Vous pouvez télécharger le fichier audio.
Introduction de l'Allegro :
La lecture audio n'est pas prise en charge dans votre navigateur. Vous pouvez télécharger le fichier audio.

## Utilisations
Le premier mouvement de cette symphonie a servi de générique de début au film Amadeus de Miloš Forman.
Elle est également utilisée pour le générique de fin du film Les Barbares, de Julie Delpy.